# Physcomitrium bolanderi
Physcomitrium bolanderi là một loài Rêu trong họ Funariaceae. Loài này được (Lesq.) Kindb. mô tả khoa học đầu tiên năm 1897.